# ディアボロモン
ディアボロモンは『デジタルモンスター』シリーズに登場する架空の生命体・デジタルモンスターの一種。

## 概要
初登場は『デジモンアドベンチャー アノードテイマー&カソードテイマー』だが、劇場版『デジモンアドベンチャー ぼくらのウォーゲーム!』のために新規に制作されたデジモンである。

## 種族としてのディアボロモン
ネットワークに侵入し、データを喰らいながら増殖と巨大化を繰り返して、軍事コンピュータを支配し核攻撃で世界を破壊しようと企んでいる究極体デジモン。細い管が束ねられたような手足は伸縮可能。

### 基本データ
- 世代/究極体
- タイプ/種族不明
- 属性/不明（一部ゲームでは「ウィルス種」となっている）
- 必殺技/カタストロフィーカノン
- 得意技/パラダイスロスト、テンタクルバグ

必殺技は、胸部の砲塔から放たれるエネルギー弾『カタストロフィーカノン』。

#### X抗体版
- 世代/究極体
- タイプ/種族不明
- 属性/不明
- 必殺技/リワインドアビス13（サーティーン）
- 得意技/スプーキーザッパー、フェイタルゲイズ

X抗体を取り込んでX-進化を遂げたディアボロモン。デジコア内の思考ルーチンが暴走し、自らが全知全能の神であるという考えのもと目的のためには手段を選ばず、残忍かつ狡猾な罠を張って常に自分が優位になるように立ち回る術を覚えた最悪のデジモンと化している。戦闘においてはヤジロベエのような体勢から軟体動物の如き奇怪な動きにより相手に生理的嫌悪感を与える。必殺技はカウントダウン終了と共に対峙するデジモンを強制的に退化させてしまう『リワインドアビス13』

### 亜種・関連種・その他
- クラモン （幼年期I）
- ツメモン （幼年期II）
- ケラモン （成長期）
- クリサリモン （成熟期）
- インフェルモン （完全体）

- アーマゲモン (究極体)

無数のクラモンが集まって一個のデジモンへと合体した姿。
カードゲームでは対オメガモンに特化した戦闘能力を有する。

## 登場人物としてのディアボロモン

### デジモンアドベンチャー ぼくらのウォーゲーム！
劇場版に登場。ネットワーク上のあちこちからバグが寄り集まって誕生したデジタマからクラモンとして孵り、僅か数十分で究極体にまで進化した。完全体のインフェルモンの時に軍事基地から発射した核ミサイルで太一たちと『遊び』、さらには大量に増殖して（コンピュータウイルスの性質を持っていても、基本的に単独で増えることがないデジモンたちの中で、ほぼ唯一の事例である）、ウォーグレイモンとメタルガルルモンの二体の究極体を瀕死に追い込むが、二体が世界中の人々の願い（メール）の力で合体進化したオメガモンに敗れる（オメガモンの方がパワーが上であるがスピードではディアボロモンに勝てなかった。しかし光子郎の機転により、ディアボロモン自体の処理速度を遅くさせることに成功し破壊することが出来た。実際はメールによる処理落ちがサーバー全体に影響するので、太一たちも速度が遅くなるのだが、ディアボロモンはもともとの処理能力が低く、メモリーが小さいので極端に遅くなったと監督が解釈している）。
また、進化中に攻撃というタブー技をインフェルモンの時も含めてこの作品だけでも三度使用している。

### デジモンアドベンチャー02 ディアボロモンの逆襲
劇場版に登場。かつてオメガモンに倒されたディアボロモンのうちの生き残ったデータが増殖して再びネットに現れた。オメガモンをメールとクラモンで誘い出し、オメガモンに自身が倒されたと同時に、現実世界に無数のクラモンを送り込む罠を仕掛け、究極体アーマゲモンを現実世界に誕生させた。

### デジモンテイマーズ
デジタルワールドに登場。ベルゼブモンを襲っていた大量のクリサリモンが、クルモンのシャイニングエヴォリューションにより融合進化、3体のディアボロモンが他の究極体デジモンと共にデ・リーパーとの戦いに参戦した。メディアでディアボロモンが味方として登場したのは、現在今作のみである。

### デジモンクロスウォーズ
クォーツモンによって、コピーされた個体として登場。クラモンからの短期間の進化や、自身をコピーし相手を劣勢に立たせるといった戦法が見られ、『デジモンアドベンチャー ぼくらのウォーゲーム!』登場時の活躍を連想させた。なお、この時の短期間の進化をタギルは『超進化』と呼んだが、単に急速に進化を重ねていっただけであり、今作においてほかのデジモンに見られる『超進化』には該当しない。